# Tipula hugginsi
Tipula hugginsi är en tvåvingeart som beskrevs av Gelhaus 1986. Tipula hugginsi ingår i släktet Tipula och familjen storharkrankar. Inga underarter finns listade i Catalogue of Life.